# Cast in Steel
Cast in Steel es el décimo álbum de estudio de la banda noruega a-ha. Fue lanzado el 4 de septiembre de 2015 por We Love Music y Polydor. Con este álbum la banda vuelve a utilizar el logo clásico de 1985 cuando se hicieron conocidos internacionalmente (usado por última en el álbum Memorial Beach de 1993). Parte de la producción del álbum es de Alan Tarney con quién a-ha trabajó en sus tres primeros álbumes (1985-1988).

## Listado de Temas
| Cast In Steel |                                  |                                  |                                    |          |  |
| N.º           | Título                           | Letras                           | Música                             | Duración |  |
| 1.            | «Cast In Steel»                  | Paul Waaktaar-Savoy              | Waaktaar-Savoy                     | 3:50     |  |
| 2.            | «Under the Makeup»               | Paul Waaktaar-Savoy              | Waaktaar-Savoy                     | 3:25     |  |
| 3.            | «The Wake»                       | Morten Harket y Ole Sverre Olsen | Harket y Kvint                     | 3:45     |  |
| 4.            | «Forest Fire»                    | Magne Furuholmen                 | Furuholmen, Harket y Martin Terefe | 3:54     |  |
| 5.            | «Objects In the Mirror»          | Magne Furuholmen                 | Furuholmen                         | 4:14     |  |
| 6.            | «Door Ajar»                      | Paul Waaktaar-Savoy              | Waaktaar-Savoy                     | 3:46     |  |
| 7.            | «Living at the End of the World» | Morten Harket y Ole Sverre Olsen | Harket y Kvint                     | 4:06     |  |
| 8.            | «Mythomania»                     | Magne Furuholmen                 | Furuholmen                         | 3:49     |  |
| 9.            | «She's Humming a Tune»           | Paul Waaktaar-Savoy              | Waaktaar-Savoy                     | 4:02     |  |
| 10.           | «Shadow Endeavors»               | Paul Waaktaar-Savoy              | Waaktaar-Savoy                     | 4:21     |  |
| 11.           | «Giving Up the Ghost»            | Magne Furuholmen                 | Furuholmen                         | 4:15     |  |
| 12.           | «Goodbye Thompson»               | Paul Waaktaar-Savoy              | Waaktaar-Savoy                     | 3:34     |  |
| 47:01         |                                  |                                  |                                    |          |  |

| Deluxe Edition (bonus disc) |                                                   |                  |                            |          |  |
| N.º                         | Título                                            | Letras           | Música                     | Duración |  |
| 13.                         | «The End of the Affair»                           | Magne Furuholmen | Furuholmen                 | 3:31     |  |
| 14.                         | «Mother Nature Goes to Heaven» (original version) | Waaktaar-Savoy   | Waaktaar-Savoy             | 4:33     |  |
| 15.                         | «Nothing Is Keeping You Here» (original version)  | Waaktaar-Savoy   | Waaktaar-Savoy             | 4:41     |  |
| 16.                         | «Shadowside» (demo version)                       | Waaktaar-Savoy   | Waaktaar-Savoy             | 4:16     |  |
| 17.                         | «Start the Simulator» (stereophonic mix)          | Waaktaar-Savoy   | Waaktaar-Savoy             | 5:19     |  |
| 18.                         | «Foot of the Mountain» (Mark Saunders remix)      | Waaktaar-Savoy   | Waaktaar-Savoy, Furuholmen | 4:18     |  |

## Videos Musicales
- 2015- Under the Makeup
- 2015- Cast in Steel (Lyric Video)
- 2015- Forest Fire (Lyric Video)
- 2016- Cast in Steel (Steve Osborne Version)
- 2016- Objects In the Mirror

## Realización
a-ha
- Morten Harket: voz.
- Paul Waaktaar-Savoy: vocales y guitarras.
- Magne Furuholmen: vocales y teclados.

Producción
Producido por Erik Ljunggren y Paul Waaktaar-Savoy (1, 2, 9); Peter Kvint y Morten Harket (3, 7); Steve Osborne, Magne Furuholmen y Erik Ljunggren (4, 5); Paul Waaktaar-Savoy y Alan Tarney (6, 10, 12); Magne Furuholmen y Erik Ljunggren (8, 11).
Preproducción y dirección: John O'Mahony (6, 9, 10 y 12).
Producción vocal: Peter Kvint y Morten Harket (1, 2, 4, 5, 8 y 11).
Arreglos orquestales: Lars Horntveth (1 y 2).
Arreglos de cuerda: David Davidson (5 y 11), Matthias Bylund (7).
Mezclado por Cenzo Townshend (1, 8, 9 y 11), John O'Mahony (2), Simon Nordberg y Peter Kvint (3), Marek Pompetzki (4 y 5), Ren Swan (6, 10 y 12), Simon Nordberg (7).
Masterizado por John Davis en Metropolis, Londres.
Fotografía de Just Loomis.
Dirección de arte y diseño: Jeri Heiden y Glen Nakasako de SMOG Desing, Inc.
Imágenes de fondo tomadas de una serie de esculturas de cerámica tituladas "Imprints" por Magne Furuholmen. Obras originales fotografiadas por Lars Gundersen. © Magne Furuholmen 2015.
Grabado en Studio Brun, Atlantis Studios, Buret, Alabaster Room, Real World, Electric Lady, Athletic Sound, Albatross Recorders, Systems Two Recording Studios y Little Big Sound.
Grabado por Peter Kvint, Janne Hansson, Erik Ljunggren, Steve Osborne, Eliot Leigh, Chuck Zwicky, Kai Andersen, Dag Erik Johansen, George Tanderø, Max Ross, Even Enersen Ormestad, John Brant y Bobby Shin.
Músicos adicionales
- Karl Oluf Wennerberg: batería (1, 2, 4, 5, 8, 9 y 11).
- Per Lindvall: batería (7).
- Joe Mardin (12).
- Even Enersen Ormestad: bajo (1, 2 y 9).
- Steve Osborne: bajo, guitarra, programación y teclados (4).
- Peter Kvint: bajo, guitarra, programación y teclados (3 y 7).
- Alan Tarney: coros, guitarra y teclados (6, 10 y 12).
- Erik Ljunggren: programación (1, 4, 5, 8 y 9).
- Eliot Leigh y Kurt Uenala: programación (6, 10 y 12).
- Chuck Zwicky: programación (1, 6, 10 y 12).
- Florian Reutter: programación (4).
- Rob Schwimmer: teremín (2).
- Macedonian Symphonic Radio Orchestra: interpretación orquestal (1 y 2).
- Bylund Strings: cuerdas (7).
- David Davidson, David Angell, Conni Ellisor y Mary Kathryn Vanosdale: violines (5 y 11).
- Kris Willkinson y Monisa Angell: violas (5 y 11).
- Sari Reist y Julie Tanner: violonchelos (5 y 11).

Bonus CD
Producido por Erik Ljunggren y Magne Furuholmen (1); a-ha (2 y 3); a-ha y Erik Ljunggren (4); Mark Saunders y Roland Spremberg (5); Mark Saunders (6).
Producción vocal: Peter Kvint y Morten Harket (1).
Mezclado por Cenzo Townshend (1), Mike Haltung (2 y 3), Erik Ljunggren (4), Steve Osborne (5) y Mark Saunders (6).
Batería: Karl Oluf Wennerberg (1) y Per Lindvall (2 y 3). Guitarra: Albert Bjerglund (5). Programación: Erik Ljunggren (1, 4, 5 y 6), Mark Saunders (5 y 6), Roland Spremberg (5) y Jochen Schmalbach (5).